# Lluís Amorós i Portolès
Lluís Amorós i Portolès (Barcelona, 17 de desembre de 1920 - Palma, 15 de març de 2001) va ser un cristal·lògraf català.

## Biografia
Després d'estudiar ciències naturals a la Universitat de Barcelona entre els anys 1940 i 1943, es llicencià el 1943. El 1945 es doctorà a Madrid. El 1954 guanyà la càtedra de cristal·lografia i mineralogia de la Universitat de Sevilla, on només restà un curs. El 1955 passà a la Universitat de Barcelona, i l'any següent a la Universitat de Madrid. Rebé el premi de recerca del CSIC el 1963, organisme del qual fou investigador dins de l'Instituto de Roentgenología y Cristalografía de Barcelona. Professor a la Universitat de Pennsilvània, es formà en l'escola encapçalada per Francesc Pardillo i Vaquer i s'especialitzà en l'estudi de la difracció dels cristalls per mitjà dels raigs X. Va ser membre de l'Academia de Ciencias de Córdoba (Argentina) i també membre corresponent de la Reial Acadèmia de Ciències i Arts de Barcelona (RACAB) des del 1965. Va estar casat amb la investigadora en ciències físiques Maria Lluïsa Canut Ruiz.

## Reconeixements[2]
- Premi Francisco Franco de Ciències, conjuntament amb la seva dona, la també doctora Maria Lluïsa Canut Ruiz, pel seu treball d'investigació: La difracción difusa de los cristales moleculares (1963)
- "Research Recognition Award" el de la Southern Illinois University Graduate Council (1968)
- Premi "Leo Kaplan" de la Sociedad Sigma XI (USA) (1970)

## Publicacions[1]
- Cristaloquímica (1951)
- Cristalofísica, Propiedades continuas (1958)
- Introducción al estado sólido (1962)
- El lapidario de Alfonso X el Sabio (1961)
- La gran aventura del cristal (1978)